# Thang (Einheit)
Das Thang war ein Volumenmaß in Siam. Es war der kleine Scheffel für Getreide.
- 1 Thang = 20 Kanang = 10 Liter